# リバー型掃海艇
リバー型掃海艇（英語: River-class minesweeper）は、イギリス海軍が運用していた掃海艇。

## 来歴
イギリス海軍では、1979年よりハント型掃海艇の運用を開始していた。これは船質をガラス繊維強化プラスチック（GFRP）とし、またPAP-104機雷処分具による機雷掃討システムを採用するなど、設計・装備の両面で刷新されていた。しかし比較的大型の掃海・掃討両用艇であり、またFRP艇としては過渡期の設計を採用していたこともあって、建造費は3,000万ポンド（約100億円）に高騰してしまった。このため、当初は24隻の建造が予定されていたものの、最終的な建造数は13隻にとどまった。このことから、同型を補完するため、深深度海域での係維掃海能力に特化した鋼製艇と、掃海能力を省いたFRP製の掃討専用艇（Single Role Minehunter; SRMH）の組み合わせが計画された。このうちの前者として建造されたのが本型である。なお、後者として建造されたのがサンダウン級機雷掃討艇であった。

## 設計
上記の経緯より、本型は、第二次世界大戦後の掃海艇としては珍しく鋼製艇として建造されている。またコスト低減が強く要請されたことから、ロイド船級協会の基準に準拠した商船構造とされ、北海油田で用いられていたプラットフォーム補給船の設計がベースとされている。これは、単能艇として設計されたことから、磁性についての条件が緩和されたことによるものであった。
対機雷戦装備として、BAJ-ヴィッカーズ社製の深深度用係維掃海具Mk.9（Extra Deep Armed Team Sweeping, EDATS）を搭載する。これは基本的には対艇式であるが、単艇での運用も可能である。

## 同型艦
| イギリス海軍 | イギリス海軍                      | イギリス海軍 | イギリス海軍 | イギリス海軍 | 退役/再就役後      | 退役/再就役後 | 退役/再就役後                            | 退役/再就役後 |
| #            | 艦名                              | 起工         | 就役         | 退役         | 再就役先           | #             | 艦名                                     |               |
| ------------ | --------------------------------- | ------------ | ------------ | ------------ | ------------------ | ------------- | ---------------------------------------- | ------------- |
| M 2003       | ウェイブニー HMS Waveney          | 1983年2月    | 1984年9月    | 1994年10月   | バングラデシュ海軍 | M 95          | シャプラ BNS Shapla                      |               |
| M 2004       | キャロン HMS Carron               | 1983年2月    | 1984年9月    | 1994年10月   | バングラデシュ海軍 | M 96          | シャイカト BNS Shaikat                   |               |
| M 2005       | ドビー HMS Dovey                  | 1983年3月    | 1985年3月    | 1994年10月   | バングラデシュ海軍 | M 97          | スロヴィ BNS Surovi                      |               |
| M 2006       | ヘルフォード HMS Helford          | 1983年10月   | 1985年5月    | 1994年10月   | バングラデシュ海軍 | M 98          | ショイバル BNS Shaibal                   |               |
| M 2007       | ハンバー HMS Humber               | 1983年10月   | 1985年6月    | 1995年       | ブラジル海軍       | H 35          | アモリム・ド・ヴァレ NHo Amorim Do Valle |               |
| M 2008       | ブラックウォーター HMS Blackwater | 1984年1月    | 1985年6月    | 1994年10月   | ブラジル海軍       | P 61          | ビノヴェンチ NPa Benevente               |               |
| M 2009       | イッチェン HMS Itchen             | 1984年3月    | 1985年10月   | 1998年4月    | ブラジル海軍       | P 60          | ブラクイ NPa Bracui                      |               |
| M 2010       | ヘルムズデール HMS Helmsdale      | 1984年5月    | 1985年6月    | 1995年       | ブラジル海軍       | H 36          | トーラス NHo Taurus                      |               |
| M 2011       | オーウェル HMS Orwell             | 1984年6月    | 1985年3月    | 2000年7月    | ガイアナ沿岸警備隊 | 1026          | エセキボ GDFS Essequibo                  |               |
| M 2012       | リブル HMS Ribble                 | 1984年9月    | 1986年6月    | 1994年11月   | ブラジル海軍       | H 37          | ガルニエ・サンパイオ NHo Garnier Sampaio |               |
| M 2013       | スペイ HMS Spey                   | 1984年11月   | 1986年7月    | 1998年7月    | ブラジル海軍       | P 62          | ボカイーナ NPa Bocaina                   |               |
| M 2014       | アルン HMS Arun                   | 1985年2月    | 1986年8月    | 1998年9月    | ブラジル海軍       | P 63          | バビトンガ NPa Babitonga                 |               |